# Antoine de La Rochefoucauld (artiste)
Pour les articles homonymes, voir La Rochefoucauld.
Antoine de La Rochefoucauld, né le 10 octobre 1862 à Paris et mort à Ménilles (Eure) le 8 septembre 1959, est un peintre et collectionneur d'art français.
Il a été, entre autres, un des promoteurs du renouveau du rosicrucianisme en France à la fin du XIXe siècle.

## Biographie
Le comte Marie Joseph Auguste Antoine de La Rochefoucauld est le quatrième et plus jeune fils du comte Alfred de La Rochefoucauld, duc de La Roche-Guyon (1819–1883), et d'Isabelle Nivière (1833–1911).
Né à Paris, le 10 octobre 1862, il se consacre, après son service militaire comme officier dans l'infanterie, à la peinture et se passionne pour les arts du cirque. Selon Paul Signac, il fit des numéros de trapèze au Cirque Molier, en compagnie du lithographe Théo P. Wagner. Avec ce dernier, le comte figurerait, juché sur un trapèze, habillé de rouge et portant monocle, sur le tableau de James Tissot, Les Femmes de sport (The Circus Lover. The Amateur Circus). Par ailleurs, les deux hommes auraient initié la jeune Suzanne Valadon aux arts du cirque.
Fréquentant les membres du Chat noir, cabaret fondé par Rodolphe Salis, Antoine de La Rochefoucauld se lie à Odilon Redon, Camille Pissarro, Erik Satie dont il fait le portrait en 1894. Il se passionne pour l'occultisme, lit Éliphas Lévi et Fabre d'Olivet.
« Archonte » de l'ordre de la Rose-Croix catholique et esthétique du Temple et du Graal fondée par Joséphin Peladan, La Rochefoucauld finance, en 1892, le premier Salon de la Rose-Croix chez Durand-Ruel rue Le Peletier à Paris, où il expose L'Ange de la Rose-Croix. Il peut y imposer ses choix artistiques et les artistes dont il est le mécène, comme Émile Bernard ou Charles Filiger. La troisième des Sonneries de la Rose+Croix d'Érik Satie a été composée en son honneur, et la 2e des Gnossiennes lui est dédiée dans l'édition de 1893.
Après sa rupture avec le « Sâr » et son éviction de l'ordre, Antoine de La Rochefoucault se consacre à la peinture de style pointilliste, sur des sujets religieux et ésotériques. En 1893, il loue une galerie rue Laffitte à Paris pour l'exposition permanente des néo-impressionnistes dont sont Camille Pissarro, Théo Van Rysselberghe et Paul Signac. Il expose aussi au Salon des indépendants. La même année, il finance la création de la revue mensuelle Le Cœur (ésotérisme, littérature, science, arts) dirigée par Jules Bois et Maurice Boukay : lancée en avril, elle compte dix numéros jusqu'en juin 1895. La Rochefoucauld y publie une note critique sur Paul Signac (no 2), Charles Filiger (no 4), et un dessin de sa composition (no 6).
En l'état actuel des recherches, il est possible qu'Antoine de La Rochefoucauld ait acheté, en 1905, au Salon des indépendants une toile de Vincent van Gogh, La Berceuse (2e version du Portrait d'Augustine Roulin, peint en 1889), toile revendue au marchand Paul Rosenberg.
En 1894, La Rochefoucauld rachète le château de La Grand'Cour à Ménilles, où il organise, pour de nombreuses personnalités du monde politique, artistique et littéraire, des séances de spiritisme avec son « âme-sœur », Eugénie Dubois, surnommée « Mélusine », qu'il épouse le 23 juin 1900. Eugénie Dubois, peintre elle aussi, écrit La Magesse, en 1896, et L'Initiée en 1902. Le couple a deux enfants, Emmanuel (1898–1936) et Eugène (1901–1987).
Entre 1900 et 1926 au moins, il vit avec sa femme et ses deux fils dans un hôtel particulier au 19 rue Henri Rochefort à Paris 17e, devenue désormais l'Ambassade de Moldavie.
Après la mort de sa femme et de son fils aîné en 1936, Antoine de La Rochefoucauld se retire à Ménilles, où il meurt le 8 septembre 1959.
Le musée Van Gogh d'Amsterdam conserve son portrait par Émile Schuffenecker (1886).

## Œuvre
Antoine de La Rochefoucauld a produit une œuvre plastique marquée par le symbolisme et le post-impressionnisme, principalement par les expériences pointillistes.
Il a peint des huiles sur toile, ainsi que quelques dessins de natures mortes, paysages et portraits. En 1894, il exécute un Portrait d'Erik Satie (huile sur bois, 80 × 68 cm, Paris, Fondation-Archives Erik Satie).